# BB Trickz
Belize Nicolau Kazi (Barcelona, España; 28 de abril de 2000), conocida por su nombre artístico BB Trickz, es una rapera y cantante española de ascendencia canadiense. Comenzó  en 2023, lanzando sus dos primeros EP, «Trickstar» y «Sadtrickz», ese año. Su música es conocida por sus letras humorísticas y provocativas y sus estilo drill.

## Biografía y carrera
Belize Nicolau Kazi nació el 28 de abril de 2000 y se crio en Barcelona, donde trabajó como modelo infantil, protagonizando un anuncio de Nesquik y apareciendo en la portada de libros de ESO, y como cantante infantil en el grupo Oh!Cake & The Cookie. Ella es española, su madre es canadiense y trabaja como acupunturista y practicante de medicina tradicional china y su padre, con quien pasó menos tiempo mientras crecía, es un DJ y productor discográfico que se hace llamar An Der Beat y toca música funk brasileña.Ha dicho que sufrió acoso escolar mientras estaba en la escuela.
Kazi decidió comenzar a rapear profesionalmente en septiembre de 2022 bajo el nombre de BB Trickz, derivado de Beatrix, el nombre de la protagonista de la película Kill Bill de 2003, que la madre de Kazi le permitió ver cuando era niña como regalo de cumpleaños. En febrero de 2024, se volvió viral un fragmento de su canción "Bambi" publicado en TikTok. Lanzó "Missionsuicida", su sencillo debut, el 15 de abril de 2023 con un vídeo musical adjunto. La canción samplea el tema principal de la serie de televisión Law & Order: Special Victims Unit y ganó popularidad en TikTok, al igual que su siguiente sencillo "Bambi". Poco después, se anunció que había firmado con Virgin Music Group. Su primer EP, Trickstar, fue lanzado nueve días después a través de Virgin, con todos sus beats descargados de YouTube. Su primera actuación en vivo fue en Rolling Loud en Portugal en julio de 2023. Apareció en el video musical de Veeze para su canción "Overseas Baller", lanzado en agosto de 2023.Lanzó Sadtrickz, su segundo EP, el 29 de noviembre de 2023 a través de Sony Music. Apareció en el remix de "Club Classics" en el álbum de remixes de Charli XCX Brat and It's Completely Different but Also Still Brat, lanzado el 11 de octubre de 2024. 
El 30 de marzo de 2025 lanzó el sencillo Super, que rápidamente se hizo viral en TikTok. 

## Estilo musical
BB Trickz hace música drill influenciada por la música hip hop estadounidense, incluyendo el sample drill, en canciones que suelen durar alrededor de 90 segundos. Según ella, no escribe sus letras y principalmente hace freestyle. Sus inspiraciones incluyen a los raperos Cash Cobain y Shawny Binladen y a la cantante Amy Winehouse. Shaad D'Souza, para Dazed, escribió que era una "letrista de lengua ácida" cuya música se definía por su naturaleza provocativa y humorística, mientras que Elliot Hoste, para la misma revista, escribió que tanto su estilo visual como musical eran "juguetones" con "un hábil sentido del humor".Interview de Julián Ribeiro, describió sus letras como "obscenas". Nestor Parrondo, para GQ España, describió la voz de rap de BB Trickz como un susurro, mientras que ABC contrastó el "humor" y la "provocación" de su música con su "pequeña figura" y "timidez". Se la ha llamado la versión española de la rapera estadounidense Ice Spice debido a las similitudes en su sonido.Los críticos y los usuarios de las redes sociales también la han acusado de apropiarse de su estética urbana.

## Discografía

### EPs
| Título    | Detalles | Posiciones máximas |
| Título    | Detalles | ESP                |
| --------- | --- | ------------------ |
| Trickstar | - Fecha de lanzamiento: 24 de abril de 2023 - Discográfica: Virgin Music España - Formato: Descarga digital, streaming   | 25                 |
| Sadtrickz | - Fecha de lanzamiento: 29 de noviembre de 2023 - Discográfica: Sony Music España - Formato: Descarga digital, streaming | —                  |
| 80'z      | - Fecha de lanzamiento: 8 de abril de 2025 - Discográfica: Sony Music España - Formato: Descarga digital, streaming      | —                  |

### Sencillos
| Título                                                                            | Año  | Álbum               |
| --------------------------------------------------------------------------------- | ---- | ------------------- |
| «Missionsuicida»                                                                  | 2023 | Trickstar           |
| «Bambi»                                                                           | 2023 | Sencillos sin álbum |
| «Gra»                                                                             | 2023 | Sencillos sin álbum |
| «Viva España!!!»                                                                  | 2023 | Sencillos sin álbum |
| «Charlie Brown»                                                                   | 2023 | Sencillos sin álbum |
| «Lil Peep»                                                                        | 2023 | Sadtrickz           |
| «Soy la Más Mala de España» (con Bryant LR)                                       | 2024 | Sencillos sin álbum |
| «Jálale Alv» (con Kevin AMF)                                                      | 2024 | Sencillos sin álbum |
| «Trickstar» (con El Baby R)                                                       | 2024 | Sencillos sin álbum |
| «Yo Soy el Más Chulo de España» (con Omar Montes y Tino JJ y featuring El Baby R) | 2024 | Sencillos sin álbum |
| «Pharrell» (con Karrahbooo)                                                       | 2024 | Sencillos sin álbum |
| «Miss Rackz»                                                                      | 2024 | Sencillos sin álbum |
| «I wonder»                                                                        | 2024 | Sencillos sin álbum |
| «Super»                                                                           | 2025 | 80'z                |
| «Not a Pretty Girl»                                                               | 2025 | 80'z                |
| «Malvada»                                                                         | 2025 | 80'z                |

### Otras canciones en las listas
| Título                                     | Año  | Posiciones máximas | Posiciones máximas | Posiciones máximas | Álbum                                                  |
| Título                                     | Año  | Recording Music NZ | US Bub.            | US Dance/ Elec.    | Álbum                                                  |
| ------------------------------------------ | ---- | ------------------ | ------------------ | ------------------ | ------------------------------------------------------ |
| «Club classics» (Charli XCX con BB Trickz) | 2024 | 7                  | 13                 | 8                  | Brat and It's Completely Different but Also Still Brat |

### Apariciones de invitados
| Sencillo           | Año  | Otro artista    | Álbum                                                  |
| ------------------ | ---- | --------------- | ------------------------------------------------------ |
| «Skater Dater»     | 2024 | Eyedress, Elvia | Vampire in Beverly Hills                               |
| «Club Classics»    | 2024 | Charli XCX      | Brat and It's Completely Different but Also Still Brat |
| «BB Belt» (Remix)  | 2024 | Ice Spice       | Y2K! : I'm Just A Girl (Deluxe)                        |
| «Llegó Bb Trickz»  | 2024 | Kevin AMF       | Richland                                               |
| «Tú quiere bailar» | 2024 | Lomiiel         | Sencillos sin álbum                                    |
| «Uwu»              | 2024 | Rusowsky        | Sencillos sin álbum                                    |
| «sola»             | 2025 | AKRIILA         | epistolares+                                           |